# Nikola Zdenčaj
Nikola Zdenčaj Zahromićgradski (Veliki Raven pokraj Križevaca, 6. prosinca 1775. – Veliki Raven, 28. travnja 1854.), hrvatski političar.

## Životopis
Pohađao je Klasičnu gimnaziju u Zagrebu te ju je završio 1789. godine. Završio je studij prava u Zagrebu, te je od 1794. bio veliki odvjetnik i bilježnik križevačke županije. Obavljao je i dužnost dvorskog kaptola zagrebačkog 1808. – 1816. godine. Poslije se povukao na svoje imanje u Veliki Raven, a 1827. bio je izabran za križevačkog podžupana, da bi 1830. bio hrvatski poslanik na Ugarskom saboru. Godine 1836. imenovan je upraviteljem kraljevske komore u Zagrebu, a 1838. velikim županom Zagrebačke županije. Kao veliki župan zagrebački pridonio je izbornoj pobjedi iliraca nad mađaronima.
Godine 1841. jedan je od osnivača i potpredsjednik Hrvatsko-slavonskoga gospodarskog društva (do 1847.).
Na zamolbu Frana Gundruma da ovjekovječi izgled i stanje grobova bračnog para Zdenčaja, a da se ne zaboravi značajnik i zaslužnik Nikola Zdenčaj, Dragutin Renarić naslikao je njihove grobove.

## Vanjske poveznice
- Nikola Zdenčaj